# Samuel L. Jackson
Samuel Leroy Jackson (Washington, 1948. december 21. –) Oscar-életműdíjas, BAFTA-díjas amerikai színész. Hírnevet az 1990-es évek elején szerzett néhány kritikai sikert aratott alakításával, s azóta élvonalbeli filmsztárrá és kulturális ikonná nőtte ki magát; számos sikerfilmben tűnt fel, főként akciófilmekben és thrillerekben.
Jackson felesége Latanya Richardson, akitől egy lánya született. Nagy sportrajongó hírében áll, megszállott golfozó. Számtalan díjat nyert alakításaival, s több ízben jelenítették meg a média különböző formáiban, köztük filmekben, tévésorozatokban és dalokban. Jackson több mint száz filmben szerepelt karrierje során.
Jackson elmondta, hogy azokat a szerepeket vállalja el, amelyeket „izgalmas nézni” és amelyeknél „érdekes karakter rejlik a sztoriban,” illetve hogy szerepeiben olyan dolgokat akar csinálni, amiket korábban még nem, amiket gyermekként látott és meg akart tenni, s most alkalma nyílik rá.

## Élete

### Ifjúkora
Jackson Washingtonban született. Egyedüli gyermekként, ám nagy családban nőtt fel Chattanoogában, Tennessee államban. Édesanyja, Elizabeth Jackson, aki gyári munkásként, majd később egy mentális intézmény ellátmány-beszerzőjeként dolgozott anyai nagyszülei mellett. Édesapja a családjától távol élt Kansas Cityben, Missouriban, s később az alkoholizmusba halt bele. Jackson a szegregált Riverside Középiskolába járt (ma Chattanooga Művészetek és Tudományok Iskolája), ahol a harmadik és tizenkettedik osztály között kürtön és trombitán játszott az iskolai zenekarban. Később az atlantai Morehouse College-ban tanult, Georgia államban, ahol társalapítója volt a „Just Us Theater”-nek. 1972-ben szerezte meg diplomáját.

### Részvétele polgárjogi mozgalmakban
Martin Luther King 1968-as meggyilkolását követően Jackson az egyik szertartásmesterként részt vett az atlantai temetésen. Ezután Memphisbe repült, hogy csatlakozzon az egyenlő jogokért szervezett meneteléshez. Egy közelmúltbeli, a Parade magazinnak adott interjújában Jackson elárulta: „Dühös voltam a gyilkosság miatt, de nem rázott meg. Tudtam, hogy a változás valami újat hoz – nem ülősztrájkot és nem békés egymás mellett élést.” 1969-ben Jackson több másik diákkal fogva tartotta a Morehouse Collage megbízotti táblájának több tagját (köztük az idősebb Martin Luther Kinget) a kampuszon, reformokat követelve az iskolai tantervben és irányításban. A főiskola végül beleegyezett a változtatásokba, de Jacksont két évre felfüggesztették cselekedete miatt (később azonban visszatért, hogy megszerezze művészeti és drámai oklevelét 1972-ben). Úgy döntött, Atlantában marad, itt találkozott Stokely Carmichaellel, H. Rap Brownnal és másokkal, akik a Black Power („Fekete Erő”) mozgalom tagjai voltak. Jackson a már említett Parade-interjúban fedte fel, hogy e mozgalomban való részvételének köszönhetően megerősödöttnek érezte magát, különösen, mikor a csoport fegyvereket kezdett venni. Azonban, mielőtt részesévé vált volna bármilyen jelentősebb fegyveres összetűzésnek, édesanyja Los Angelesbe küldte, miután az FBI tájékoztatta róla, hogy ha továbbra is a Black Power-mozgalom tagja marad, egy éven belül halott lehet.

## Karrierje

### Az 1970-es és 1980-as évek
Jackson kezdetben úgy tervezte, építészetet fog tanulni a Morehouse College-on, ám miután egy alkalommal nyilvános iskolai beszédet tartott és megjelent a The Threepenny Opera egy változatában, végül a dráma mellett döntött. Több színdarabban is elkezdett játszani, köztük a Home és az A Soldier's Playben, tévéfilmekben is szerephez jutott, s az első mozifilm, amiben feltűnt, a Together for the Days volt 1972-ben. 1976-ban, ezen kezdeti szerepeit követően Atlantából New Yorkba költözött, s az elkövetkezendő tíz évet a színpadon töltötte, olyan darabokban, mint a The Piano Lesson és a Two Trains Running; mindkettő premierjére a Yale Repertory Theaterben került sor. Karrierje e korai szakaszán Jackson alkohol- és drogfüggő lett, így nem tudta folytatni a Broadwayre vándorló két színműben való szereplését (helyét Charles S. Dutton és Anthony Chisolm vették át). Filmes pályafutása kezdetén, amely főként apró szerepeket foglalt magában, úgymint a gyorséttermi rabló az Amerikába jöttemben és különböző tévéfilmek, Jackson mentora Morgan Freeman volt. Még az 1981-es, az A Soldier's Play című darabbeli alakítását követően bemutatták az akkor kezdő rendezőnek, Spike Lee-nek, aki később kisebb szerepeket biztosított neki a Sulilázban (1988) és a Szemet szemértben (1989).

### Az 1990-es évek
Jackson kokainfüggősége tovább erősödött, egészen addig, mígnem túladagolta magát, minek hatására családja egy New York-i rehabilitációs klinikára küldte. Miután sikeresen kigyógyult, a Dzsungellázban az akkor relatíve újonc színész, Wesley Snipes drogfüggő bátyját alakította, ami elmondása szerint katartikus élmény volt, mivel nemrégiben szokott le az anyagról. Az 1991-es cannes-i filmfesztiválon alakítását legjobb férfi mellékszereplő díjjal jutalmazták. Ezután játszott a Csak semmi érzelem, a Hosszú lé és a Férfias játékok című filmekben, majd áttért a vígjáték műfajára: a Haláli fegyverben Emilio Estevezzel, az Amos és Andrew bilincsben című produkcióban pedig Nicolas Cage-dzsel szerepelt együtt. A kisebb profilú és könnyebb hangvételű filmek után 1993-ban Steven Spielberggel dolgozott együtt a Jurassic Parkban. A következő évben az egyik főszerepben volt látható Quentin Tarantino Ponyvaregényében; Jackson talán legjelentősebb, emlékezetes monológokkal és egysorosokkal teli szerepe BAFTA-díjat és Oscar-, illetve Golden Globe-díj-jelölést hozott számára.
Az olyan sikertelen filmeket követően, mint a Megérint a halál, a Pofonláda és a Bármi áron, Jacksont sorra negatív kritikákkal illették. A rossz szérián két, a mozipénztáraknál sikert hozó film változtatott: a Ha ölni kell, melyben egy bíróság előtt álló apát alakított, aki megölte lánya megerőszakolóit, illetve Die Hard-sorozat harmadik része, Az élet mindig drága, amiben Bruce Willis oldalán szerepelt. Előbbiért NAACP Image-díjat is vehetett át, mint legjobb férfi mellékszereplő, emellett Golden Globe-ra jelölték.
Jacksonból így hamar a jegypénztárak sztárja lett, 1997-ben három főszerepet kapott. A 187-ben egy szörnyű titkot hordozó tanárt játszott, aki Los Angeles-i diákok tanításának szenteli életét. Az Eve's Bayou című filmet producerként is jegyezte, amiért Independent Spirit-díjjal jutalmazták, mint első ilyen jellegű feladatát, az elsőfilmes rendezővel, Kasi Lemonsszal egyetemben. Ismét közös munkára szerződött Quentin Tarantinóval, s elkészült a Jackie Brown, s Berlinben Ezüst Medvét vehetett át szerepformálásáért. 1998-ban Sharon Stone-nal és Dustin Hoffmannal játszott együtt A gömbben, majd Kevin Spacey mellett a Nincs alkuban, ahol egy hamisan megvádolt, ezért túszokat szedő túsztárgyalót alakított. Egy évvel később a Háborgó mélység című cápás horrorban tűnt fel, illetve Mace Windu jedimesterként George Lucas Csillagok háborúja I: Baljós árnyakjában. Egy interjúban Jackson elmondta, nem volt lehetősége elolvasni a forgatókönyvet, s egészen a jelmezpróbákig azt sem tudta, milyen szereplőt játszik majd (ismert történet, hogy hajlandó lett volna bármilyen szerepet elfogadni, csak hogy része lehessen a Star Wars-sagának).

### 2000 után
2000. június 13-án Jacksont saját csillaggal tüntették ki a Hollywood sugárúton található hollywoodi hírességek sétányán (Hollywood Walk of Fame). Az új évezredben karrierjét egy tengerészeti ezredes szerepében folytatta A bevetés szabályai című filmben, majd harmadik közös filmjét jegyezte Bruce Willisszel A sebezhetetlennel, továbbá a címszerepet játszotta a Shaft című remake-ben. 2001-ben két cím található filmográfiájában: Az ösztönember, melyben egy hajléktalan zenészt alakított. A filmet az a Kasi Lemmons rendezte, akivel Jackson az Eye's Bayouban is együtt dolgozott. A másik az A hetedik mennyország, amiben skótszoknyás drogkereskedőt alakított. 2002-ben Ben Affleckkel keveredett összetűzésbe az Ütközéspont című filmdrámában. Újra magára öltötte jedi-öltözékét a Csillagok háborúja II: A klónok támadása alkalmával, de ezúttal már nagyobb feladatot kapott a népszerű sci-fi-eposzban. Mace Windu bíborszínű fénykardja Jackson ötlete volt; szerette volna, ha karaktere kiemelkedik a zsúfolt csatajelenetből. Eztán Vin Diesel partnere volt a xXx című nagy sikerű akciófilmben. 2003-ban újfent katonai szerepben tűnt fel a Kiképzőtáborban, amiben kilenc év elteltével újra John Travoltával dolgozott együtt. Ezt követte egy '70-es évekbeli tévésorozat moziadaptációja, a S.W.A.T., Colin Farrellel. 2004-ben Ashley Judd mentora volt a Függőségben, majd hangját kölcsönözte A Hihetetlen család egyik szereplőjének, amiért még díjban is részesült. Még ebben az évben Cameoszerepben bukkant fel Tarantino Kill Bill 2.-jében.
2005-ben szép sikert ért el az amerikai mozikban a Carter edző című sportdráma, ahol egy Ken Carter edző személyére alapozott karaktert személyesített meg. Két folytatást is jegyzett ebben az évben: a XXX 2 – A következő fokozat minden téren kudarc volt, ám ennek szöges ellentéte mondható el a Csillagok háborúja-széria befejező darabjáról, a Csillagok háborúja III: A Sith-ek bosszújáról. Ősszel újfent mélypontra ért a Ki a faszagyerek? című vígjátékkal, amiben Eugene Levyvel kapott keresetlen szavakat a kritikusoktól. 2005. november 4-én a Hawaii Nemzetközi Filmfesztiválon kitüntetést kapott színészi teljesítményéért.
2006. január 30-án a Grauman's Chinese Theaternél kéz- és lábnyomát hagyhatta ott, így a hetedik afroamerikaivá, és egyben a 191. színésszé vált, akit e módon elismertek. Következő filmszerepe Julianne Moore-ral volt A bűn színében, a film azonban rossz fogadtatásra lelt. Második munkája az évben a Kígyók a fedélzeten volt, ami már bemutatója előtt hónapokkal kultikus érdeklődést keltett, csupán címe és maga a főszereplő személye miatt. Jackson is csak a cím miatt vállalta a szereplést. A filmet övező várakozásra építve, feltűnt a produkcióhoz készült zenés videóklipben is. December 2-án Jackson elnyerte a német Bambi-díjat, amit számos munkájával érdemelt ki. 2006 legvégén az iraki háborúból hazatérő orvost játszott a Home of the Brave című alkotásban.
2007 elején, DVD-n jelent meg a Farce of the Penguins című paródia, ami a Pingvinek vándorlását figurázta ki, Jackson narrációjával kísérve (az angol változatban a gúny tárgyát képező film narrátora Morgan Freeman volt). Legutóbbi filmjei közé tartozik a 2007 tavaszán mozikba került A lánc, melyben egy blueszenészt formál meg, aki megpróbál a helyes útra terelni egy szexfüggő fiatal nőt (Christina Ricci). Nyáron az 1408-ban láthatta a közönség Mr. Olin szerepében; a film a második legnagyobb bevételt elérő Stephen King-adaptációvá vált, a Halálsoron mögött. Jackson a Cleaner című filmben, melynek bemutatója a 2007-es torontói filmfesztiválon volt, egy bűntények helyszínén takarító férfit alakít; a produkció az Egyesült Államokban csak DVD-n jelent meg. A 2008. február 14-én, Valentin napon bemutatott Hipervándor című sci-fiben Star Wars-beli szereplőtársa, Hayden Christensen a partnere, s felbukkant a nyári mozszezon első bombasikerében, A Vasemberben is, Nick Fury szerepében. Jackson a Kínzó közellenség-ben rasszista rendőrként tért vissza a vászonra 2008 szeptemberében. Ezután következett a The Spirit – A sikító város, a képregény az alkotó, Frank Miller által rendezett moziadaptációja, illetve a már régóta munkafázisban lévő Quantum Quest: A Cassini Space Odyssey, amihez a hangját adja.
Karrierje során Jackson számtalan rapperrel szerepelt együtt filmjeiben. Tupac Shakur és Queen Latifah (Hosszú lé), Method Man (187), LL Cool J (Háborgó mélység és S.W.A.T.), Busta Rhymes (Shaft), Eve (xXx), Ice Cube és Xzibit (XXX 2 – A következő fokozat), David Banner (A lánc) és 50 Cent (Home of the Brave) szerepel a listán. Ezen felül négy közös filmet jegyez Bruce Willisszel, ezek a Haláli fegyver, a Ponyvaregény, a Die Hard 3 és A sebezhetetlen; mindketten bejegyzett szereplői voltak a Black Water Transit című produkciónak, mielőtt otthagyták a filmet.

### Jackson a mozikasszáknál
A filmek, melyekben Jackson főszereplőként, vagy mellékszereplőként feltűnt, összesen 2.23 milliárd, illetve 3,95 milliárd dollár bevételt hoztak az észak-amerikai jegypénztáraknál. Ezzel az eredménnyel ő a kilencedik (ha csak a főszerepeket számítjuk), vagy a második (beleértve a kis szerepeket is) legtöbb pénzt termelő filmsztár, akit így csak Frank Welker szinkronszínész előz meg. 2007 augusztusában Jackson egy interjúban közölte, hogy George Lucas és közte szóba került, hogy eljátsszon egy kisebb szerepet az Indiana Jones és a kristálykoponya királyságában, csak hogy Harrison Ford ne tudja megelőzni őt ezen a listán.

### Egyéb munkák

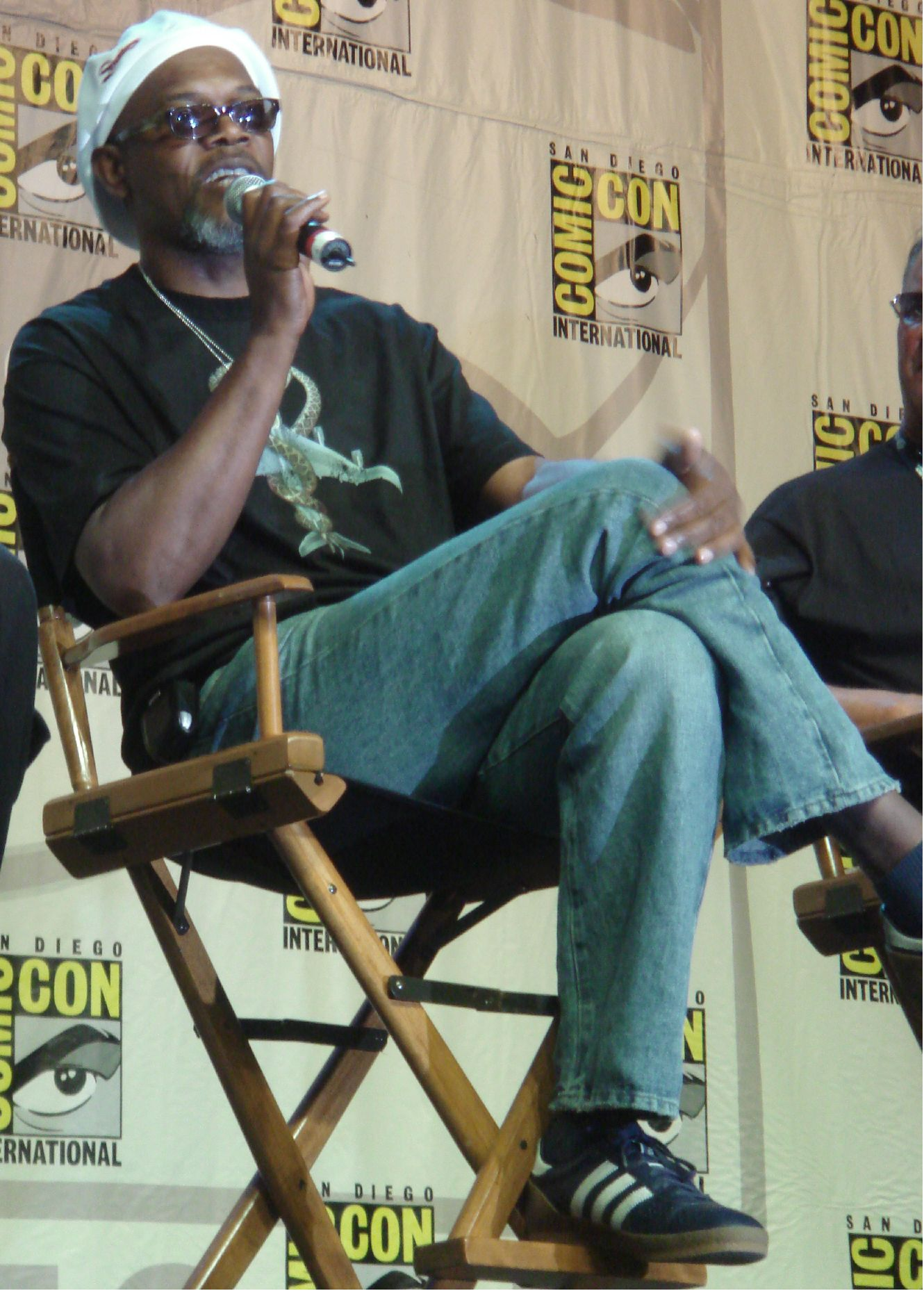
Samuel L. Jackson a 2006-os San Diego Comic-Conon

Jackson engedélyét adta a Marvel Comicsnak, hogy a Nick Fury nevű szuperhősük "Ultimate" verzióját róla mintázzák. A Marvel-moziuniverzumban a mai napig játssza a karaktert.
Jackson nevét viseli egy szám címe is, a Sammy L. Jackson, amit a Hot Action Cop ad elő. A dal a 2003-as S.W.A.T. filmzenealbumán helyet is kapott.
Jacksont több alkalommal parodizálták különböző televíziós műsorokban és filmekben. A Chappelle's Showban kétszer figurázta ki Dave Chappelle komikus; egy szkeccsben Mace Winduként, egy másikban pedig a "Samuel Jackson" ál-sörreklámban, ami egyúttal a Samuel Adams sört is tréfa tárgyává tette. A mozivásznon az Amerika Kommandó: Világrendőrségben és a Bazi nagy filmben tették nevetség tárgyává. Előbbiben a FASZ egyik gonosz tagjaként érte a halál bábmását, utóbbiban pedig egy Kígyók a fedélzeten-jelenet újrajátszásában idézték meg. Jackson a Family Guy című animációs sorozat egyik epizódjában is szóba került, mikor Brian egy pornófilmben rendezi őt; ez azt a tényt állítja pellengérre, hogy Jackson szerepeit tekintve széles műfaji skálán mozog.
Jackson vendégszerepelt a BBC és az HBO szituációs komédia-sorozatában, az Extrasban; hangját kölcsönözte a Grand Theft Auto: San Andreas című videójáték egyik főgonoszának (Frank Tenpenny korrupt rendőr), illetve az Afro Samurai című animációs minisorozat címszereplőjének. Visszatérő közreműködője A kertvárosi gettó (The Boondocks) nevet viselő animációs sorozatnak is.
Ő szolgáltatta az Úr hangját az Biblia egy hangoskönyv-változatában, amely a The Bible Experience címet viseli, s amely 2006 novemberében jelent meg. A producerek úgy vélték, mély, tekintélyt parancsoló hangja tökéletesen illik a szerepre.
Jackson ezen felül több ízben vállalt műsorvezetői feladatot. Idáig az MTV Movie Awards házigazdája volt 1998-ban, háromszor vezette az ESPYs-t (1999-ben, 2001-ben és 2002-ben), illetve kétszer a Spike TV Video Game Awardsot, 2005-ben és 2006-ban.

## Magánélete

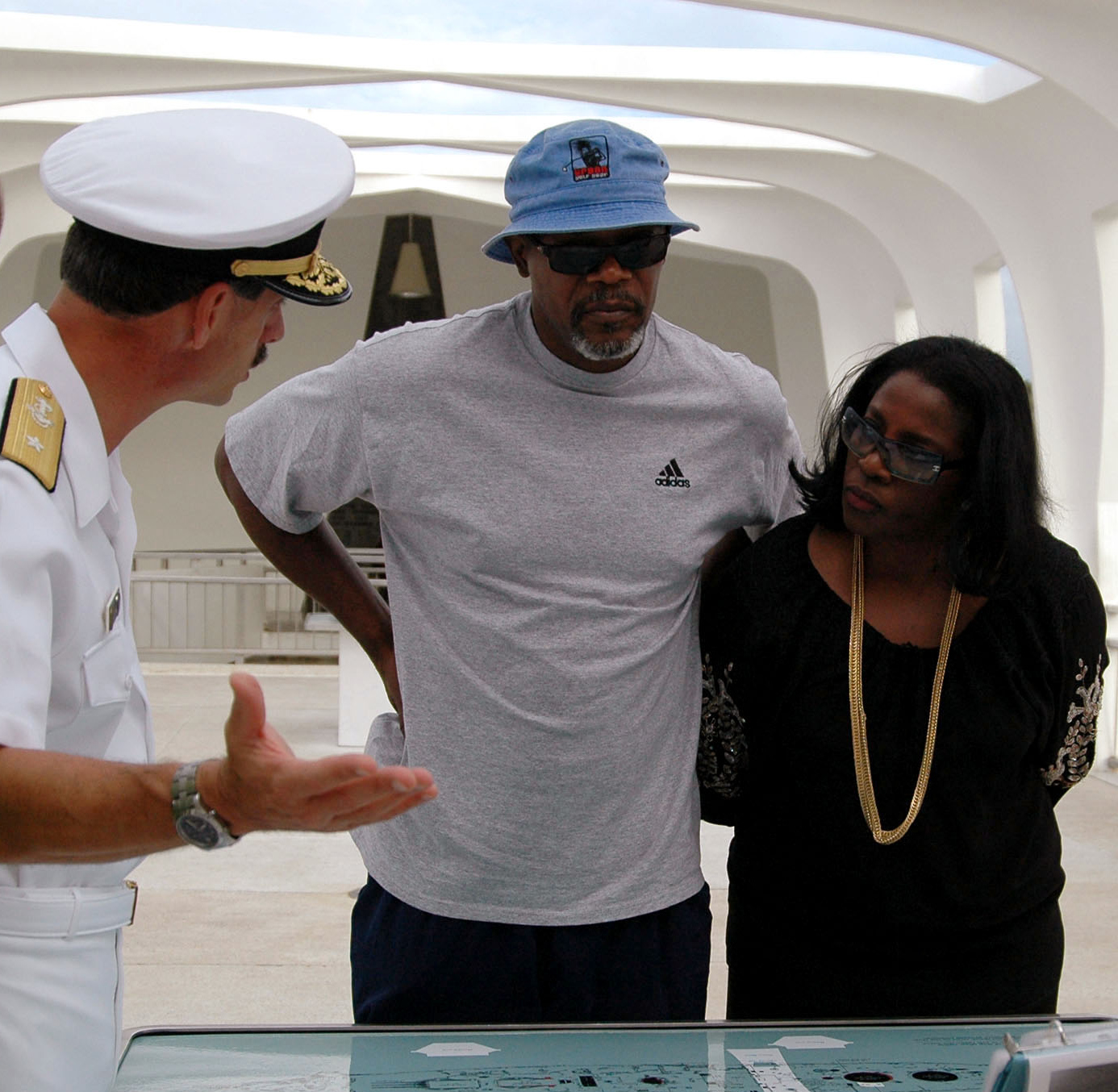
Samuel L. Jackson és felesége, Latanya Richardson egy Pearl Harbor-i tengerészeti állomást látogat meg

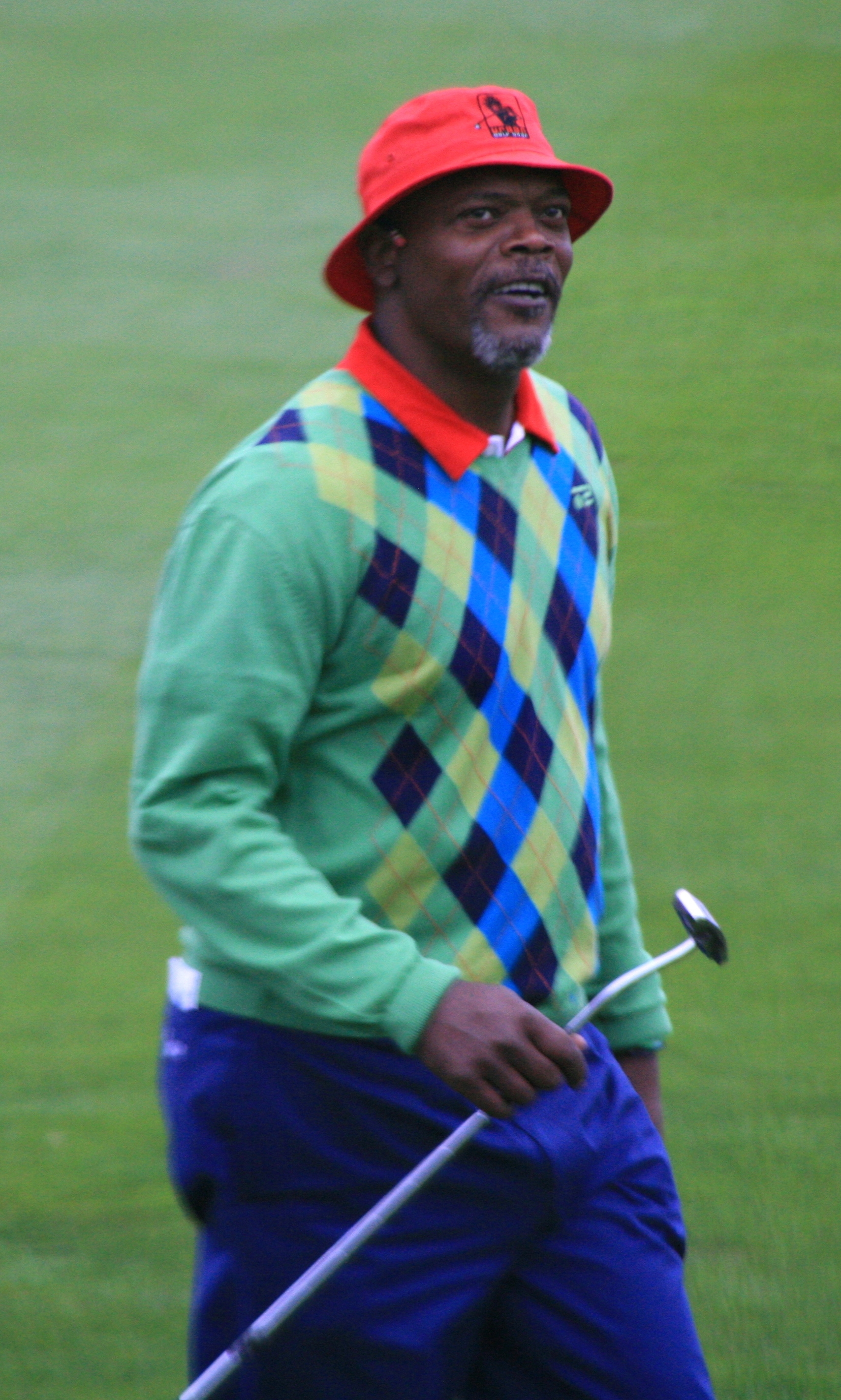
Samuel L. Jackson a 2006-os AT&T Pebble Beach National Pro-Amen

Jackson 1980-ban vette feleségül Latanya Richardsont, akivel a Morehouse Collage-beli évei alatt ismerkedett meg. A Los Angelesben élő párnak 1982-ben született Zoe nevű lánya, aki konyhaművészeti iskolába jár.
Jackson lelkes kosárlabda-rajongó, különösen élvezi a Harlem Globetrotters és a Toronto Raptors meccseit. A hetedik mennyország liverpooli forgatása óta kedveli a Liverpool FC csapatát is. Szeret golfozni, amiben értesülések szerint igazi profizmusra tett szert. Jackson úgy nyilatkozott, ha egy másik pályát kellene választania, a PGA keretein belül golfozna, és „ez az egyetlen hely, ahová úgy öltözhetek fel, mint egy strici, s ez tökéletesen illik is hozzám.” Azt is elárulta, hogy filmszerződéseinek van egy kitétele, aminek értelmében heti kétszer golfozhat.
Jackson megosztotta egy interjú során, hogy minden filmjét megnézi a moziban a fizető közönséggel együtt, mert „már a színházi éveim alatt is úgy szerettem volna megnézni a darabot, amiben szerepelek – miközben a színpadon játszottam! Imádom látni magamat munka közben.” Jackson gyűjti az általa eljátszott szereplőkről mintázott játékfigurákat, így Jules Winnfieldet, Shaftet, Mace Windut és Fridzsimant is.
Jackson a való életben kopasz, de szeret szokatlan parókákat viselni filmjeiben. A láncban szabad kezet kapott hajviselete kiválasztására. Képregény- és animerajongó, a Kígyók a fedélzeten betétdalához készült Cobra Starship-videóklipben egy 100 Bullets-képregényt olvasva tűnik fel.
2007-ben ellátogatott a louisianai Shreveportba, hogy a Head Start elnevezésű kormányprogramban részt vevő diákok előtt mondjon beszédet. Az esemény alkalmával a város azzal tüntette ki, hogy március 9-ét Samuel L. Jackson-nappá nyilvánították az iránta való megbecsülésük jeléül.

## Filmográfia

### Film
| Év   | Magyar cím                                   | Eredeti cím                                  | Szerep                                | Magyar hang      | Rendező                   |
| ---- | -------------------------------------------- | -------------------------------------------- | ------------------------------------- | ---------------- | ------------------------- |
| 1981 | Ragtime                                      | Ragtime                                      | 2. számú bandatag                     |                  | Miloš Forman              |
| 1987 | Őrült ritmus                                 | Magic Sticks                                 | csavargó                              |                  | Peter Keglevic            |
| 1987 | Eddie Murphy Show                            | Eddie Murphy Raw                             | Eddie bácsikája                       | Seder Gábor      | Robert Townsend           |
| 1988 | Amerikába jöttem                             | Coming to America                            | fegyveres rabló                       | Kassai Károly    | John Landis               |
| 1988 | Suliláz                                      | School Daze                                  | Leeds                                 |                  | Spike Lee (1.)            |
| 1989 | Szemet szemért                               | Do the Right Thing                           | Mister Senor Édespofa                 | Fazekas Szabolcs | Spike Lee (2.)            |
| 1989 | A szerelem tengere                           | Sea of Love                                  | fekete fickó                          | Bor Zoltán       | Harold Becker             |
| 1990 |                                              | Def by Temptation                            | Garth miniszter                       |                  | James Bond III            |
| 1990 | Gyilkosságok varázsszóra                     | A Shock to the System                        | Ulysses                               | Varga Tamás      | Jan Egleson               |
| 1990 | Savanyú a szülő                              | Betsy's Wedding                              | Mickey, a taxidiszpécser              | F. Nagy Zoltán   | Alan Alda                 |
| 1990 | Mo' Better Blues                             | Mo' Better Blues                             | Madlock                               | Jakab Csaba      | Spike Lee (3.)            |
| 1990 | Ördögűző 3.                                  | The Exorcist III                             | álombéli vak férfi                    |                  | William Peter Blatty      |
| 1990 | Nagymenők                                    | Goodfellas                                   | Stacks Edwards                        | Csonka András    | Martin Scorsese           |
| 1990 | Nagymenők                                    | Goodfellas                                   | Stacks Edwards                        | Melis Gábor      | Martin Scorsese           |
| 1990 | Nagymenők                                    | Goodfellas                                   | Stacks Edwards                        | Galambos Péter   | Martin Scorsese           |
| 1990 | Superfly visszatér                           | The Return of Superfly                       | Nate Cabot                            | Galambos Péter   | Sig Shore                 |
| 1991 | Csak semmi érzelem                           | Strictly Business                            | Monroe                                |                  | Kevin Hooks               |
| 1991 | Dzsungelláz                                  | Jungle Fever                                 | Gator Purify                          | Csuja Imre       | Spike Lee (4.)            |
| 1991 | Temetői járat                                | Jumpin' at the Boneyard                      | Mr. Simpson                           |                  | Jeff Stanzler             |
| 1991 | Johnny Suede                                 | Johnny Suede                                 | B-Bop                                 |                  | Tom DiCillo               |
| 1992 | Hosszú lé                                    | Juice                                        | Trip                                  | Kárpáti Tibor    | Ernest R. Dickerson       |
| 1992 | Férfias játékok                              | Patriot Games                                | Robby Jackson                         | Varga Tamás      | Phillip Noyce             |
| 1992 | Férfias játékok                              | Patriot Games                                | Robby Jackson                         | Jakab Csaba      | Phillip Noyce             |
| 1992 | Fehér sivatag                                | White Sands                                  | Greg Meeker                           | Téri Sándor      | Roger Donaldson           |
| 1992 | A halál prófétája                            | Fathers & Sons                               | Marshall                              |                  | Paul Mones                |
| 1993 | Veszélyes elemek                             | Menace II Society                            | Tat Lawson                            | Szokol Péter     | Hughes testvérek          |
| 1993 | Haláli fegyver                               | Loaded Weapon 1                              | Wes Luger hadnagy                     | Felföldi László  | Gene Quintano             |
| 1993 | Amos és Andrew bilincsben                    | Amos & Andrew                                | Andrew Sterling                       | Gesztesi Károly  | E. Max Frye               |
| 1993 | Amos és Andrew bilincsben                    | Amos & Andrew                                | Andrew Sterling                       | Galambos Péter   | E. Max Frye               |
| 1993 | Jurassic Park                                | Jurassic Park                                | John "Ray" Arnold                     | Jakab Csaba      | Steven Spielberg          |
| 1993 | Tiszta románc                                | True Romance                                 | Nagy Don                              | Varga Tamás      | Tony Scott                |
| 1994 | Fresh, a kis pimasz                          | Fresh                                        | Sam                                   | Harsányi Gábor   | Boaz Yakin                |
| 1994 | Ponyvaregény                                 | Pulp Fiction                                 | Jules Winnfield                       | Gáti Oszkár      | Quentin Tarantino (1.)    |
| 1994 | A legeslegújabb kor                          | The New Age                                  | Dale Deveaux                          |                  | Michael Tolkin            |
| 1994 | Hejj, Cézár!                                 | Hail Caesar                                  | postás                                | Uri István       | Anthony Michael Hall      |
| 1994 |                                              | Assault at West Point                        | Richard Theodore Greener              |                  | Harry Moses               |
| 1994 | Félszemű Jimmy nyomában                      | The Search for One-eye Jimmy                 | Ron ezredes                           |                  | Sam Henry Kass            |
| 1995 | Megérint a halál                             | Kiss of Death                                | Calvin Hart                           | Gesztesi Károly  | Barbet Schroeder          |
| 1995 | Die Hard – Az élet mindig drága              | Die Hard with a Vengeance                    | Zeus Carver                           | Kálid Artúr      | John McTiernan (1.)       |
| 1995 | Bármi áron                                   | Losing Isaiah                                | Kadar Lewis                           | Uri István       | Stephen Gyllenhaal        |
| 1995 | Kutyavilág                                   | Fluke                                        | Rumbo (hangja)                        |                  | Carlo Carlei              |
| 1996 | Pofonláda                                    | The Great White Hype                         | Fred Sultan                           | Barbinek Péter   | Reginald Hudlin           |
| 1996 | Pofonláda                                    | The Great White Hype                         | Fred Sultan                           | Kálid Artúr      | Reginald Hudlin           |
| 1996 | Ha ölni kell                                 | A Time to Kill                               | Carl Lee Hailey                       | Rajhona Ádám     | Joel Schumacher           |
| 1996 | Utánunk a tűzözön                            | The Long Kiss Goodnight                      | Mitch Henessey                        | Csuja Imre       | Renny Harlin (1.)         |
| 1996 | A szerencse zsoldosai                        | Hard Eight                                   | Jimmy                                 | Forgács Péter    | Paul Thomas Anderson      |
| 1996 | Bárbajnokok                                  | Trees Lounge                                 | Wendell                               | Kárpáti Tibor    | Steve Buscemi             |
| 1997 | 187                                          | One Eight Seven                              | Trevor Garfield                       | Csankó Zoltán    | Kevin Reynolds            |
| 1997 | Eve öröksége                                 | Eve's Bayou                                  | Louis Batiste                         | Kőszegi Ákos     | Kasi Lemmons (1.)         |
| 1997 | Jackie Brown                                 | Jackie Brown                                 | Ordell Robbie                         | Viczián Ottó     | Quentin Tarantino (2.)    |
| 1998 | A gömb                                       | Sphere                                       | Dr. Harry Adams                       | Selmeczi Roland  | Barry Levinson            |
| 1998 | Nincs alku                                   | The Negotiator                               | Danny Roman hadnagy                   | Vass Gábor       | F. Gary Gray              |
| 1998 | A vörös hegedű                               | The Red Violin                               | Charles Morritz                       | Kőszegi Ákos     | François Girard           |
| 1998 | Mint a kámfor                                | Out of Sight                                 | Hejira Henry (cameo)                  | Orosz István     | Steven Soderbergh         |
| 1999 | Star Wars I. rész – Baljós árnyak            | Star Wars: Episode I – The Phantom Menace    | Mace Windu                            | Kőszegi Ákos     | George Lucas (1.)         |
| 1999 | Háborgó mélység                              | Deep Blue Sea                                | Russell Franklin                      | Reviczky Gábor   | Renny Harlin (2.)         |
| 2000 | A bevetés szabályai                          | Rules of Engagement                          | Terry L. Childers ezredes             | Csankó Zoltán    | William Friedkin          |
| 2000 | A bevetés szabályai                          | Rules of Engagement                          | Terry L. Childers ezredes             | Vass Gábor       | William Friedkin          |
| 2000 | Shaft                                        | Shaft                                        | John Shaft II                         | Gáti Oszkár      | John Singleton            |
| 2000 | A sebezhetetlen                              | Unbreakable                                  | Elijah Price / Mr. Üveg               | Kálid Artúr      | M. Night Shyamalan (1.)   |
| 2001 | Az ösztönember                               | The Caveman's Valentine                      | Romulus Ledbetter                     | Szakácsi Sándor  | Kasi Lemmons (2.)         |
| 2001 | Az ösztönember                               | The Caveman's Valentine                      | Romulus Ledbetter                     | Barbinek Péter   | Kasi Lemmons (2.)         |
| 2001 | A hetedik mennyország                        | Formula 51                                   | Elmo McElroy                          | Sörös Sándor     | Ronny Yu                  |
| 2001 | A hetedik mennyország                        | Formula 51                                   | Elmo McElroy                          | Csankó Zoltán    | Ronny Yu                  |
| 2001 | A hetedik mennyország                        | Formula 51                                   | Elmo McElroy                          | Kőszegi Ákos     | Ronny Yu                  |
| 2002 | Ütközéspont                                  | Changing Lanes                               | Doyle Gipson                          | Vass Gábor       | Roger Michell             |
| 2002 | Star Wars II. rész – A klónok támadása       | Star Wars: Episode II – Attack of the Clones | Mace Windu                            | Kőszegi Ákos     | George Lucas (2.)         |
| 2002 | XXX                                          | XXX                                          | Augustus Gibbons ügynök               | Kőszegi Ákos     | Rob Cohen                 |
| 2002 | A csapda mélyén                              | No Good Deed                                 | Jack Friar                            | Kőszegi Ákos     | Bob Rafelson              |
| 2003 | Kiképzőtábor                                 | Basic                                        | Nathan West őrmester                  | Kálid Artúr      | John McTiernan (2.)       |
| 2003 | S.W.A.T. – Különleges kommandó               | S.W.A.T.                                     | Dan "Hondo" Harrelson őrmester        | Ujlaki Dénes     | Clark Johnson             |
| 2004 | Függőség                                     | Twisted                                      | John Mills                            | Borbiczki Ferenc | Philip Kaufman            |
| 2004 | Kill Bill 2.                                 | Kill Bill: Volume 2                          | Rufus                                 | Juhász György    | Quentin Tarantino (3.)    |
| 2004 | Kill Bill 2.                                 | Kill Bill: Volume 2                          | Rufus                                 | Szatmári Attila  | Quentin Tarantino (3.)    |
| 2004 | A Hihetetlen család                          | The Incredibles                              | Lucius Best / Fridzsimen (hangja)     | Galambos Péter   | Brad Bird (1.)            |
| 2004 | Az én hazámban                               | In My Country                                | Langston Whitfield                    |                  | John Boorman              |
| 2005 | Carter edző                                  | Coach Carter                                 | Ken Carter edző                       | Kőszegi Ákos     | Thomas Carter             |
| 2005 | XXX 2 – A következő fokozat                  | XXX: State of the Union                      | Augustus Gibbons ügynök               | Kőszegi Ákos     | Lee Tamahori              |
| 2005 | Star Wars III. rész – A Sith-ek bosszúja     | Star Wars: Episode III – Revenge of the Sith | Mace Windu                            | Kőszegi Ákos     | George Lucas (3.)         |
| 2005 | Ki a faszagyerek?                            | The Man                                      | Derrick Vann ügynök                   | Kőszegi Ákos     | Les Mayfield              |
| 2006 | A bűn színe                                  | Freedomland                                  | Lorenzo Council nyomozó               | Kőszegi Ákos     | Joe Roth                  |
| 2006 | Kígyók a fedélzeten                          | Snakes on a Plane                            | Neville Flynn ügynök                  | Vass Gábor       | David R. Ellis            |
| 2006 | A bátrak hazája                              | Home of the Brave                            | Dr. Will Marsh ezredes                | Kőszegi Ákos     | Irwin Winkler             |
| 2006 | A lánc                                       | Black Snake Moan                             | Lazarus Woods                         | Barbinek Péter   | Craig Brewer              |
| 2007 | Pingvin-show                                 | Farce of the Penguins                        | narrátor (hangja)                     |                  | Bob Saget                 |
| 2007 | 1408                                         | 1408                                         | Gerald Olin                           | Kőszegi Ákos     | Mikael Håfström           |
| 2007 | Viszlát, Bajnok!                             | Resurrecting the Champ                       | Bajnok / Bob Satterfield              | Faragó András    | Rod Lurie                 |
| 2007 | Tiszta vér                                   | Cleaner                                      | Tom Cutler                            | Barbinek Péter   | Renny Harlin (3.)         |
| 2008 | Hipervándor                                  | Jumper                                       | Roland Cox ügynök                     | Kőszegi Ákos     | Doug Liman                |
| 2008 | Hipervándor                                  | Jumper                                       | Roland Cox ügynök                     | Vass Gábor       | Doug Liman                |
| 2008 | A Vasember                                   | Iron Man                                     | Nick Fury                             | Vass Gábor       | Jon Favreau (1.)          |
| 2008 | Star Wars: A klónok háborúja                 | Star Wars: The Clone Wars                    | Mace Windu (hangja)                   | Kőszegi Ákos     | Dave Filoni               |
| 2008 | Kínzó közelség                               | Lakeview Terrace                             | Abel Turner rendőrtiszt               | Kőszegi Ákos     | Neil LaBute               |
| 2008 | A tuti duó                                   | Soul Men                                     | Louis Hinds                           | Kőszegi Ákos     | Malcolm D. Lee            |
| 2008 | Spirit – A sikító város                      | The Spirit                                   | Octopus                               | Kőszegi Ákos     | Frank Miller              |
| 2008 | Gospel Hill                                  | Gospel Hill                                  | Paul Malcolm (cameo)                  |                  | Giancarlo Esposito        |
| 2009 | Astro Boy                                    | Astro Boy                                    | ZOG (hangja)                          | Kőszegi Ákos     | David Bowers              |
| 2009 | Anya és gyerek                               | Mother and Child                             | Paul                                  |                  | Rodrigo García            |
| 2009 | Becstelen brigantyk                          | Inglourious Basterds                         | narrátor (cameo hangja)               | Korbuly Péter    | Quentin Tarantino (4.)    |
| 2010 |                                              | Quantum Quest: A Cassini Space Odyssey       | Félelem (hangja)                      |                  | Harry Kloor               |
| 2010 | Nincs határ                                  | Unthinkable                                  | Henry Harold Humphries                | Vass Gábor       | Gregor Jordan             |
| 2010 | Vasember 2.                                  | Iron Man 2                                   | Nick Fury                             | Vass Gábor       | Jon Favreau (2.)          |
| 2010 | Pancser Police                               | The Other Guys                               | P. K. Highsmith nyomozó               | Kőszegi Ákos     | Adam McKay                |
| 2011 | Thor                                         | Thor                                         | Nick Fury (cameo)                     | Vass Gábor       | Kenneth Branagh           |
| 2011 | Amerika Kapitány: Az első bosszúálló         | Captain America: The First Avenger           | Nick Fury (cameo)                     | Vass Gábor       | Joe Johnston              |
| 2011 | Aréna                                        | Arena                                        | Logan                                 | Faragó András    | Jonah Loop                |
| 2012 |                                              | The Samaritan                                | Foley                                 |                  | David Weaver              |
| 2012 | A gonosz markában                            | Meeting Evil                                 | Richie                                | Kőszegi Ákos     | Chris Fisher              |
| 2012 | Bosszúállók                                  | The Avengers                                 | Nick Fury                             | Vass Gábor       | Joss Whedon (1.)          |
| 2012 | Zambézia                                     | Zambezia                                     | Sudár (hangja)                        | Kőszegi Ákos     | Wayne Thornley            |
| 2012 | Django elszabadul                            | Django Unchained                             | Stephen Warren                        | Reviczky Gábor   | Quentin Tarantino (5.)    |
| 2013 | Turbó                                        | Turbo                                        | Ostor (hangja)                        | Kőszegi Ákos     | David Soren               |
| 2013 | Oldboy                                       | Oldboy                                       | Chaney                                | Ujlaki Dénes     | Spike Lee (5.)            |
| 2014 | A félelem játéka                             | Reasonable Doubt                             | Clinton Davis                         | Vass Gábor       | Peter Howitt              |
| 2014 | Robotzsaru                                   | RoboCop                                      | Patrick "Pat" Novak                   | Kőszegi Ákos     | José Padilha              |
| 2014 | Amerika Kapitány: A tél katonája             | Captain America: The Winter Soldier          | Nick Fury                             | Vass Gábor       | Joe és Anthony Russo (1.) |
| 2014 | Papírsárkány                                 | Kite                                         | Karl Aker                             | Kőszegi Ákos     | Ralph Ziman               |
| 2014 | Big Game – A nagyvad                         | Big Game                                     | William Alan Moore elnök              | Kőszegi Ákos     | Jalmari Helander          |
| 2015 | Kingsman: A titkos szolgálat                 | Kingsman: The Secret Service                 | Richmond Valentine                    | Vass Gábor       | Matthew Vaughn (1.)       |
| 2015 | Bosszúállók: Ultron kora                     | Avengers: Age of Ultron                      | Nick Fury                             | Vass Gábor       | Joss Whedon (2.)          |
| 2015 | Gyilkos gimi (Különösen veszélyes)           | Barely Lethal                                | Hardman                               | Vass Gábor       | Kyle Newman               |
| 2015 | Gyilkos gimi (Különösen veszélyes)           | Barely Lethal                                | Hardman                               | Kőszegi Ákos     | Kyle Newman               |
| 2015 |                                              | Chi-Raq                                      | Dolmedes                              |                  | Spike Lee (6.)            |
| 2015 | Aljas nyolcas                                | The Hateful Eight                            | Marquis Warren őrnagy                 | Reviczky Gábor   | Quentin Tarantino (6.)    |
| 2016 | Mobil                                        | Cell                                         | Thomas "Tom" McCourt                  | Kőszegi Ákos     | Tod Williams              |
| 2016 | Tarzan legendája                             | The Legend of Tarzan                         | George Washington Williams            | Kőszegi Ákos     | David Yates               |
| 2016 | Vándorsólyom kisasszony különleges gyermekei | Miss Peregrine's Home for Peculiar Children  | Mr. Barron                            | Vass Gábor       | Tim Burton                |
| 2017 | XXx: Újra akcióban                           | XXX: Return of Xander Cage                   | Augustus Gibbons ügynök               | Kőszegi Ákos     | D. J. Caruso              |
| 2017 | Kong: Koponya-sziget                         | Kong: Skull Island                           | Preston Packard ezredes               | Kőszegi Ákos     | Jordan Vogt-Roberts       |
| 2017 | Sokkal több mint testőr                      | The Hitman's Bodyguard                       | Darius Kincaid                        | Kőszegi Ákos     | Patrick Hughes (1.)       |
| 2017 | Csillogó álmom                               | Unicorn Store                                | eladó                                 |                  | Brie Larson               |
| 2018 | Bosszúállók: Végtelen háború                 | Avengers: Infinity War                       | Nick Fury (cameo)                     | Vass Gábor       | Joe és Anthony Russo (2.) |
| 2018 | A Hihetetlen család 2.                       | Incredibles 2                                | Lucius Best / Fridzsimen (hangja)     | Galambos Péter   | Brad Bird (2.)            |
| 2018 | Az élet maga                                 | Life Itself                                  | önmaga / narrátor                     | Kálid Artúr      | Dan Fogelman              |
| 2019 | Üveg                                         | Glass                                        | Elijah Price / Mr. Üveg               | Kálid Artúr      | M. Night Shyamalan (2.)   |
| 2019 | Marvel Kapitány                              | Captain Marvel                               | Nick Fury (digitálisan megfiatalítva) | Vass Gábor       | Anna Boden és Ryan Fleck  |
| 2019 | Bosszúállók: Végjáték                        | Avengers: Endgame                            | Nick Fury (cameo)                     | nem szólal meg   | Joe és Anthony Russo (3.) |
| 2019 | Shaft                                        | Shaft                                        | John Shaft II                         | Vass Gábor       | Tim Story                 |
| 2019 | Pókember: Idegenben                          | Spider-Man: Far From Home                    | Nick Fury                             | Vass Gábor       | Jon Watts                 |
| 2019 | Megkésett kitüntetés                         | The Last Full Measure                        | Billy Takoda                          | Faragó András    | Todd Robinson             |
| 2019 | Star Wars IX. rész – Skywalker kora          | Star Wars: The Rise of Skywalker             | Mace Windu (cameo hangja)             | Kőszegi Ákos     | J. J. Abrams              |
| 2020 | A pénzember                                  | The Banker                                   | Joe Morris                            |                  | George Nolfi              |
| 2021 | Spirál: Fűrész hagyatéka                     | Spiral                                       | Marcus Banks                          | Kőszegi Ákos     | Darren Lynn Bousman       |
| 2021 | Sokkal több mint testőr 2.                   | The Hitman's Wife's Bodyguard                | Darius Kincaid                        | Gáti Oszkár      | Patrick Hughes (2.)       |
| 2021 | A védenc                                     | The Protégé                                  | Moody Dutton                          | Gáti Oszkár      | Martin Campbell           |
| 2022 | Tomboló blöki                                | Paws of Fury: The Legend of Hank             | Jimbo (hangja)                        | Schneider Zoltán | Rob Minkoff               |
| 2022 | Tomboló blöki                                | Paws of Fury: The Legend of Hank             | Jimbo (hangja)                        | Schneider Zoltán | Mark Koetsier             |
| 2023 | Gyilkos a galériában                         | The Kill Room                                | Gordon                                | Kőszegi Ákos     | Nicol Paone               |
| 2023 | Marvelek                                     | The Marvels                                  | Nick Fury                             | Barbinek Péter   | Nia DaCosta               |
| 2024 | Argylle: A szuperkém                         | Argylle                                      | Alfred Solomon                        | Barbinek Péter   | Matthew Vaughn (2.)       |
| 2024 | Dúvad                                        | Damaged                                      | Dan Lawson                            | Kőszegi Ákos     | Terry McDonough           |
| 2024 | Garfield                                     | The Garfield Movie                           | Vic                                   | Szakács Tibor    | Mark Dindal               |
| 2024 | A zongoraóra                                 | The Piano Lesson                             | Doaker Charles                        | Kőszegi Ákos     | Malcolm Washington        |
| 2024 |                                              | The Unholy Trinity                           | St. Christopher                       |                  | Richard Gray              |

Dokumentumfilmek
- Unforgivable Blackness: The Rise and Fall of Jack Johnson (2004)
- The N-Word (2004)
- In the Land of the Free... (2010)
- Afrikai macskák – A bátorság birodalma (2011)
- Nem vagyok a rabszolgád (2016)
- Eating You Alive (2016)
- QT8: The First Eight (2019)

### Televízió
| Év        | Magyar cím                                                          | Eredeti cím                                     | Szerep                          | Megjegyzések                                                                     |
| --------- | ------------------------------------------------------------------- | ----------------------------------------------- | ------------------------------- | -------------------------------------------------------------------------------- |
| 1976      |                                                                     | Movin' On                                       | járőr                           | 1 epizód                                                                         |
| 1978      |                                                                     | Milo Muse the Rabbit                            | Johnson Whitaker                | tévéfilm                                                                         |
| 1986–1987 |                                                                     | Spenser: For Hire                               | Leroy Clancy / Ned              | 2 epizód                                                                         |
| 1987      | Tamás bátya kunyhója                                                | Uncle Tom's Cabin                               | George                          | - tévéfilm - magyar hangja: - Szabó Sipos Barnabás                               |
| 1989      |                                                                     | Dead Man Out                                    | Calvin Fredricks                | tévéfilm                                                                         |
| 1989      |                                                                     | A Man Called Hawk                               | Cutter                          | 1 epizód                                                                         |
| 1989      |                                                                     | The Days and Nights of Molly Dodd               | Elvis testvér                   | 1 epizód                                                                         |
| 1991      | Szolgálatban: A maffia törvénye                                     | Dead and Alive: The Race for Gus Farace         | Hatcher                         | tévéfilm                                                                         |
| 1991      | Esküdt ellenségek                                                   | Law & Order                                     | Louis Taggert                   | 1 epizód                                                                         |
| 1991      |                                                                     | Roc                                             | Larry                           | 1 epizód                                                                         |
| 1992      |                                                                     | Ghostwriter                                     | Reggie Jenkins                  | 3 epizód                                                                         |
| 1992      |                                                                     | I'll Fly Away                                   | Walter Harper                   | 1 epizód                                                                         |
| 1994      | Fejjel a falnak                                                     | Against the Wall                                | Jamaal                          | - tévéfilm - magyar hangja: - Haás Vander Péter                                  |
| 1995      |                                                                     | Shaquille O'Neal: Larger than Life              | narrátor                        | dokumentumfilm                                                                   |
| 1996      | 11. Independent Spirit-gála                                         | 11th Independent Spirit Awards                  | önmaga / házigazda              | különkiadás                                                                      |
| 1997      | 12. Independent Spirit-gála                                         | 12th Independent Spirit Awards                  | önmaga / házigazda              | különkiadás                                                                      |
| 1997      |                                                                     | Happily Ever After: Fairy Tales for Every Child | Hamelin polgármester            | 1 epizód                                                                         |
| 1998      | Saturday Night Live                                                 | Saturday Night Live                             | önmaga / házigazda              | 1 epizód                                                                         |
| 1999      | 1999-es ESPY-díj átadó ünnepsége                                    | 1999 ESPY Awards                                | önmaga / házigazda              | különkiadás                                                                      |
| 2001      | A Büszke család                                                     | The Proud Family                                | Joseph (hangja)                 | 1 epizód                                                                         |
| 2001      | 2001-es ESPY-díj átadó ünnepsége                                    | 2001 ESPY Awards                                | önmaga / házigazda              | különkiadás                                                                      |
| 2002      | 2002-es ESPY-díj átadó ünnepsége                                    | 2002 ESPY Awards                                | önmaga / házigazda              | különkiadás                                                                      |
| 2002      |                                                                     | Fighting for Freedom: Revolution & Civil War    | narrátor                        | dokumentumfilm                                                                   |
| 2002      | Az akciófilm művészete                                              | The Art of Action: Martial Arts in the Movies   | önmaga                          | különkiadás                                                                      |
| 2002      | Szabadjára engedett emlékek – Idézetek a rabszolgák elbeszéléseiből | Unchained Memories                              | narrátor                        | dokumentumfilm                                                                   |
| 2005      | 20. Independent Spirit-gála                                         | 20th Independent Spirit Awards                  | önmaga / házigazda              | különkiadás                                                                      |
| 2005      | 2005-ös VGA díjátadó ünnepsége                                      | 2005 Spike Video Game Awards                    | önmaga / házigazda              | különkiadás                                                                      |
| 2005–2010 | A kertvárosi gettó                                                  | The Boondocks                                   | Gin Rummy (hangja)              | 3 epizód                                                                         |
| 2006      |                                                                     | Honor Deferred                                  | narrátor                        | tévéfilm                                                                         |
| 2006      | 2006-os VGA díjátadó ünnepsége                                      | 2006 Spike Video Game Awards                    | önmaga / házigazda              | különkiadás                                                                      |
| 2007      | Afro szamuráj                                                       | Afro Samurai                                    | Afro / Nindzsa Nindzsa (hangja) | minisorozat (producer)                                                           |
| 2007      | Tiszteld önmagad: A Stax Records története                          | Respect Yourself: The Stax Records Story        | narrátor                        | dokumentumfilm                                                                   |
| 2007      | 2007-es VGA díjátadó ünnepsége                                      | 2007 Spike Video Game Awards                    | önmaga / házigazda              | különkiadás                                                                      |
| 2009      | Afro szamuráj: Feltámadás                                           | Afro Samurai: Resurrection                      | Afro / Nindzsa Nindzsa (hangja) | - tévéfilm - magyar hangja: - Galambos Péter - Kassai Károly                     |
| 2009      | 2009-es ESPY-díj átadó ünnepsége                                    | 2009 ESPY Awards                                | önmaga / házigazda              | különkiadás                                                                      |
| 2009      |                                                                     | Uneven Fairways                                 | narrátor                        | dokumentumfilm                                                                   |
| 2011      | A Sunset Limited                                                    | The Sunset Limited                              | Fekete                          | - tévéfilm - magyar hangja: - Kőszegi Ákos                                       |
| 2011      |                                                                     | Prohibition                                     | Reader                          | 1 epizód                                                                         |
| 2011      |                                                                     | Curiosity                                       | narrátor                        | 1 epizód                                                                         |
| 2012      | 2012-es BET Awards díjátadó ünnepsége                               | BET Awards 2012                                 | önmaga / házigazda              | különkiadás                                                                      |
| 2012      | 2012-es VGA díjátadó ünnepsége                                      | 2005 Spike Video Game Awards                    | önmaga / házigazda              | különkiadás                                                                      |
| 2013–2014 | A S.H.I.E.L.D. ügynökei                                             | Agents of S.H.I.E.L.D.                          | Nick Fury                       | - 2 epizód - magyar hangja: - Vass Gábor                                         |
| 2014      |                                                                     | Black Dynamite                                  | Quinton kapitány (hangja)       | 1 epizód                                                                         |
| 2020      |                                                                     | Staged                                          | önmaga                          | 1 epizód                                                                         |
| 2020      |                                                                     | A West Wing Special to Benefit When We All Vote | önmaga                          | különkiadás                                                                      |
| 2020      |                                                                     | Enslaved                                        | önmaga                          | dokumentumsorozat                                                                |
| 2020      | 2020: Legyen már vége!                                              | Death to 2020                                   | önmaga                          | különkiadás                                                                      |
| 2021      | A tizennegyedik módosítás: Amerika harca a szabadságért             | Amend: The Fight for America                    | önmaga                          | 2 epizód                                                                         |
| 2021–2024 | Mi lenne, ha…?                                                      | What If...?                                     | Nick Fury (hangja)              | - 7 epizód - magyar hangja: - Gáti Oszkár (1. évad) - Barbinek Péter (2–3. évad) |
| 2022      | Ptolemy Grey utolsó napjai                                          | The Last Days of Ptolemy Grey                   | Ptolemy Grey                    | főszereplő                                                                       |
| 2023      | Titkos invázió                                                      | Secret Invasion                                 | Nick Fury                       | - főszereplő - magyar hangja: - Gáti Oszkár                                      |

## Ajánlott irodalom
- Dils, Tracey E. Samuel L. Jackson (Black Americans of Achievement). Chelsea House Publications, 1999. ISBN 0-7910-5282-6.
- Hudson, Jeff. Samuel L. Jackson: The Unauthorised Biography. Virgin Books, 2004. ISBN 1-85227-024-1.